# Еміліо Естрада
Еміліо Естрада Кармона (28 травня 1855 — 21 грудня 1911) — еквадорський політик, президент країни з вересня 1911 до самої своєї смерті у грудні того ж року.